# Sylvester Q. Cannon
Sylvester Quayle Cannon (ur. 10 czerwca 1877 w Salt Lake City, zm. 29 maja 1943 tamże) – amerykański inżynier, przywódca religijny i misjonarz.

## Życiorys
Urodził się w Salt Lake City, stolicy ówczesnego Terytorium Utah, w prominentnej mormońskiej rodzinie. Jego ojciec, George Q. Cannon, posługiwał chociażby jako doradca w Pierwszym Prezydium. Ukończył studia z zakresu inżynierii górnictwa na Massachusetts Institute of Technology (1899). Służbę misyjną, w mormońskiej kulturze tradycyjną część życiorysu młodych mężczyzn, odbył w Belgii. Dwukrotnie (1900–1902, 1907–1909) posługiwał jako prezydent misji holendersko-belgijskiej Kościoła. Nadzorował proces przekładu, a następnie wydania Nauk i Przymierzy w języku niderlandzkim.
Między 1902 a 1905 zatrudniony jako inżynier w posiadłościach rodzinnych, w kolejnych latach odpowiadał za pomiary irygacyjne i hydrograficzne dla służb inżynieryjnych stanu Utah (1905–1907). Był inżynierem odpowiadającym za zaopatrzenie Salt Lake City w wodę (1912–1913). Został następnie przeniesiony na stanowisko głównego inżyniera rodzinnego miasta. Przyczynił się do usprawnienia miejskiej sieci dróg oraz systemu kanalizacji. Miał także wkład w miejski system kontroli poziomu zanieczyszczenia powietrza. Posługiwał jako prezydent palika (1917–1925). 4 czerwca 1925 został powołany i ustanowiony jako przewodniczący biskup Kościoła Jezusa Chrystusa Świętych w Dniach Ostatnich. Jego posługa w tym charakterze obejmuje tak wielki kryzys, jak i ożywienie gospodarcze, które je poprzedziło. Włączają się w nią także lata, w których Stany Zjednoczone zaczęły okazywać objawy ponownego ożywienia gospodarczego już po kryzysie. Jako odpowiedzialny za nadzorowanie kościelnego systemu opieki społecznej starał się wspomagać dotkniętych przez kryzys świętych w dniach ostatnich, a także mieszkańców Utah nie będących częścią Kościoła. Rozwinął w tym celu rozległą współpracę z prezydentami palików, prezydentami afiliowanego przy Kościele Stowarzyszenia Pomocy, oraz władzami stanowymi i regionalnymi.
14 kwietnia 1938 został wyświęcony na apostoła. W skład Kworum Dwunastu Apostołów włączono go 6 października 1939. Tym samym, podobnie jak inni członkowie tego gremium, był uznawany przez wiernych za proroka, widzącego i objawiciela. Zmarł w Salt Lake City.